# Ривер Оукс (Тексас)
Ривер Оукс (енгл. River Oaks) град је у америчкој савезној држави Тексас. По попису становништва из 2010. у њему је живело 7.427 становника.

## Демографија
Према попису становништва из 2010. у граду је живело 7.427 становника, што је 442 (6,3%) становника више него 2000. године.
| Група             | 2000.         | 2010.         |
| Белци             | 4.894 (70,1%) | 3.626 (48,8%) |
| Афроамериканци    | 28 (0,4%)     | 69 (0,9%)     |
| Азијати           | 54 (0,8%)     | 49 (0,7%)     |
| Хиспаноамериканци | 1.902 (27,2%) | 3.610 (48,6%) |
| Укупно            | 6.985         | 7.427         |